# Schizonycha lembana
Schizonycha lembana är en skalbaggsart som beskrevs av Louis Burgeon 1946. Schizonycha lembana ingår i släktet Schizonycha och familjen Melolonthidae. Inga underarter finns listade i Catalogue of Life.